# Helene Lecher
Helene Lecher geborene von Rosthorn (* 8. September 1865 in Wien; † 2. Oktober 1929 in Wien) war eine österreichische Philanthropin.
Helene Lecher, eine Tochter des Josef von Rosthorn, erwarb sich große Verdienste in der Krankenpflege während des Ersten Weltkrieges, wo sie insbesondere von ihren Kenntnissen in der Ernährung durch ihre früheren Erfahrungen auf dem mütterlichen Landgut profitierte. So leitete sie die Diätküche des Kriegsspitals des amerikanischen Roten Kreuzes in  Wien-Meidling. Eine weitere solche Diätküche richtete sie im Kriegs-Barackenspital in Grinzing ein, das vom Physiologen Arnold Durig geleitet wurde. Dieses Kriegsspital verfügte über 6.000 Betten. Viele der Patienten litten unter der Ruhr.
Nach der Auflösung des Kriegsspitals im Jahr 1919 führte sie mit privaten Mitteln zwei Baracken als Tagesheimstätte für gesundheitsgefährdete Kinder.
Verheiratet war sie mit dem Physiker Ernst Lecher.

## Würdigung
Sie verkörperte die Frau der Gesellschaft als dienende. Jakob Wassermann dürfte sie und ihr Kinderheim in seinem Roman Faber, oder die verlorenen Jahre, der 1924 erschien, verewigt haben.